# Thelymitra aggericola
Thelymitra aggericola är en orkidéart som beskrevs av David Lloyd Jones. Thelymitra aggericola ingår i släktet Thelymitra och familjen orkidéer.
Artens utbredningsområde är Tasmanien. Inga underarter finns listade i Catalogue of Life.